# Кипурос, Костас (Мецовитис)
Костас Кипуро́с (греч. Κώστας Κηπουρός, 1911—1985) — греческий коммунист. Командир подразделений Народно-освободительной армии Греции (ЭЛАС) и Демократической армии Греции (ДСЭ). В историографии греческого Сопротивления и Гражданской войны, упоминается как К. Кипурос (Мецовитис), в отличие от его двоюродного брата и известного деятеля Сопротивления Костаса Кипуроса (Малецикоса)

## Молодость
Костас (Константинос) Кипурос родился в 1911 году в фессалийском городке Царицани, в предгорьях южного Олимпа. 
Городок был тогда приграничным, ещё в пределах Османской империи, и был освобождён греческой армией в следующем после его рождения году, с началом Первой Балканской войны. 
Отец, Спирос, был бедным крестьянином. 
Семья была многодетной, 8 детей. Кроме того, отец принял к себе домой сыновей своего двоюродного брата, Костаса (Малецикоса) и Димитриса (будущего журналиста и писателя). 
Костас с детства познал тяжёлый крестьянский труд в возделывании табака, освоил столярное дело, однако сумел окончить гимназию в родном селе, одну из старейших гимназий во всей Фессалии. 
Позиции компартии Греции в Царицани были сильны ещё с конца 20-х годов. В 1934 году мэром был избран коммунист Х. Цобанакос. Большой вклад в укреплении позиции компартии в регионе внёс Н. Плумбидис, работавший там учителем в предвоенные годы:42. 
В 1936 году К. Кипурос вступил в молодёжную организацию Коммунистической партии Греции – ΟΚΝΕ. С установлением в августе 1936 года диктаторского режима генерала И. Метаксаса, многие коммунисты из Царицани, в том числе Костас Кипурос, были арестованы и сосланы на острова:42. 
С началом Греко-итальянской войны (1940-1941), вступил в армию, в I пехотную дивизию Ларисы. 
Греческая армия отразила нападение итальянцев и перенесла военные действия на территорию Албании. 
6 апреля 1941 года на помощь своим незадачливым союзникам пришла Гитлеровская Германия. 
Немцы не смогли с ходу взять Линию Метаксаса на греко-болгарской границе, но прошли через югославскую территорию к Салоникам и вышли в тыл основной группировки греческой армии, сражавшейся против итальянцев в Албании. 
После того как часть генералитета группы дивизий в Албании подписала «почётную капитуляцию», Костас Кипурос вернулся в своё село.

## Олимп
С установлением в Греции тройной, германо-итало-болгарской, оккупации инициативу по развёртыванию вооружённого Движения Сопротивления взяла на себя Коммунистическая партия Греции.
КПГ создала широкий Национально-освободительный фронт Греции (ЭАМ), который в свою очередь приступил к созданию Народно-освободительной армии Греции (ЭЛАС).
Жителям Царицани принадлежит честь создания первого партизанского отряда фессалийского Олимпа. Отряд возглавил Н. Ксинос (Смоликас) и в его первоначальном ядре из семи бойцов состоял Костас Кипурос, получивший на тот момент партизанский псевдоним Псило́с (высокий):14.
Многие из этих первых фессалийских партизан впоследствии стали известными командирами в годы Сопротивления и Гражданской войны: Н. Ксинос командовал дивизией ЭЛАС, Н. Балалас (Бадекос) стал бригадным генералом ДАГ, Л. Папастергиу стал бригадным генералом ДАГ и т. д.

## Эпир
Развитие партизанского движения на Олимпе позволило перебрасывать силы в другие регионы. 
Костас Кипурос оказался в Эпире, где под псевдонимом Мецовитис (от имени эпирского городка Мецово) принял командование 85-го полка VIII дивизии ЭЛАС. 
Благодаря фотографу и участнику Сопротивления Костасу Балафасу, эпирский период стал самым “фотографическим” в биографии Костаса Кипуроса. 
В изданном Балафасом в 1991 году альбоме «Партизанское движение в Эпире» имеется несколько фотографий Костаса Кипуроса. 
Одна из фотографий командира полка Костаса Кипуроса, работы Балафаса 1944 года, вывешена в афинском музее Бенаки.

## Гражданская война
Последовавший после Освобождения т.н. «Белый террор», в ходе которого монархисты и бывшие сотрудники оккупантов преследовали коммунистов и бывших бойцов ЭЛАС, привёл Грецию к гражданской войне. 
Костас Кипурос принял участие в войне, получив звание майора пехоты Демократической армии/ :171. 
28 августа 1949 года королевские войска окончательно заняли последний оплот ДАГ, горы Граммос. Во избежание окружения и полного разгрома, генштаб ДАГ дал приказ всем соединениям и беженцам перейти на территорию Албании. 

## Эмиграция, репатриация, признание
Как и тысячи других бойцов ДАГ, К. Кипурос (Мецовитис) получил политическое убежище в социалистических странах Восточной Европы и оказался в далёком Ташкенте. В первые годы своего пребывания там, как и другие полевые офицеры ДАГ, которые в своём огромном большинстве не имели военного образования:931, учился в военном училище в Фергане. 
Исследовательница Ф.Толя пишет, что кроме Костаса Кипуроса, это училище окончили ещё 4 уроженца Царицани, включая его двоюродного брата Костаса Кипуроса (Малецикоса. 
После того как установка партийного руководства «оружие к ноге» перестала быть актуальной, жизнь в эмиграции вошла в мирное русло. 
В дальнейшем Костас Кипурос вёл довольно скромный образ жизни и используя свои предыдущие навыки столяра работал учителем труда в советской школе. 
Одновременно он писал воспоминания о создании первых отрядов и о партизанской войне на Олимпе и в Эпире в эмиграционных издательствах. 
Его воспоминания, написанные в эмиграции в 1960 году, сегодня хранятся в архиве компартии Греции:171. 
После падения военного военного режима в 1974 году, греческие политические эмигранты стали постепенно возвращаться в страну. К. Кипурос (Мецовитис) репатриировался в Грецию с семьёй в 1977 году. 
В качестве одного из первых партизан Олимпа и участника партизанского движения в Фесалии и Эпире был приглашён участвовать (интервью-воспоминания) в вышедшем на телеэкраны в 1985 году документальном фильме в 18 сериях о Национальном Сопротивлении. 
Костас Кипурос (Мецовитис) умер в Ларисе в том же, 1985, году и похоронен, согласно предсмертному пожеланию, на родине, в Царицани. 
После смерти, именем Костаса Кипуроса была названа улица в Ларисе. 